# VK Play
VK Play — російський ігровий підрозділ компанії VK, створений після початку відкритого вторгнення Росії в Україну для заміщення західних платформ.
VK Play є ігровою платформою з інтернет-магазином, стримінговим сервісом VK Play Live, хмарним сервісом VK Play Cloud, ігровим медіа VK Play Media і сервісом з організації кіберспортивних турнірів.

## Історія
25 квітня 2022 року було оголошено про запуск платформи VK Play. Згодом, 6 червня 2022 року, в межах проєкту розпочало роботу ігрове медіа під назвою VK Play Media.
7 вересня 2022 року стало відомо, що VK Play виступить видавцем російської пропагандистської відеогри Atomic Heart на території країн СНД, тоді як міжнародним видавцем гри виступила французька компанія Focus Entertainment.
27 вересня 2022 року компанія VK оголосила про продаж активу My.Games з метою концентрації ресурсів на розвиток VK Play; сума угоди склала 642 мільйони доларів США. У рамках подальших планів VK заявила про намір інвестувати близько 300 мільйонів рублів у російські ігрові студії у період 2023–2024 років.
9 лютого 2023 року в структурі платформи було створено інвестиційний підрозділ під назвою «VK Play Інвестиції».
19 жовтня 2022 року новим директором з продукту VK Play призначено Олександра Міхєєва, колишнього керівника SberGames.
15 лютого 2023 року генеральний директор VK Володимир Кирієнко повідомив про початок розробки власного ігрового рушія, на створення якого планується інвестувати близько 1 мільярда рублів.
У червні 2023 року припинив роботу проєкт «Игры@Mail.ru», що також належав VK; всі користувачі при спробі відвідати сайт були перенаправлені на VK Play. Команда та контент ігрового медіа Player One, яке було частиною «Игры@Mail.ru», були інтегровані у VK Play Media. Головним редактором медіаплатформи стала Наталія Одінцова — колишній заступник головного редактора Player One і видання «Страна Игр».
Станом на квітень 2024 року на VK Play було зареєстровано понад 38,5 мільйонів користувачів.
1 серпня 2024 року VK Play почала продаж ключів до ігор для платформи Steam, оскільки після початку вторгнення Росії в Україну російські користувачі почали поставати перед труднощами з оплатою на західній платформі.